# Drahaner Bergland

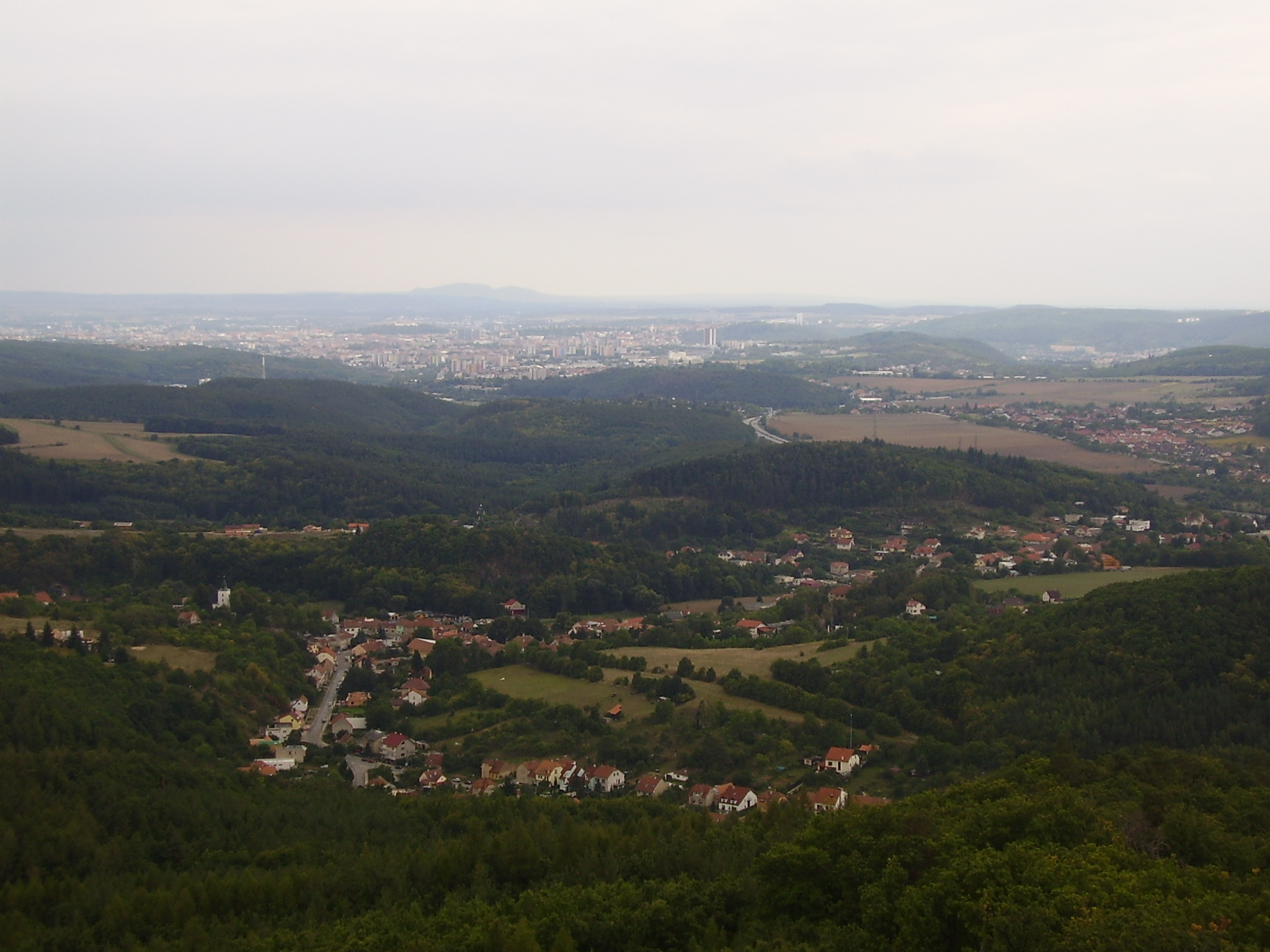
Blick vom Aussichtsturm auf dem Babí lom auf Brünn

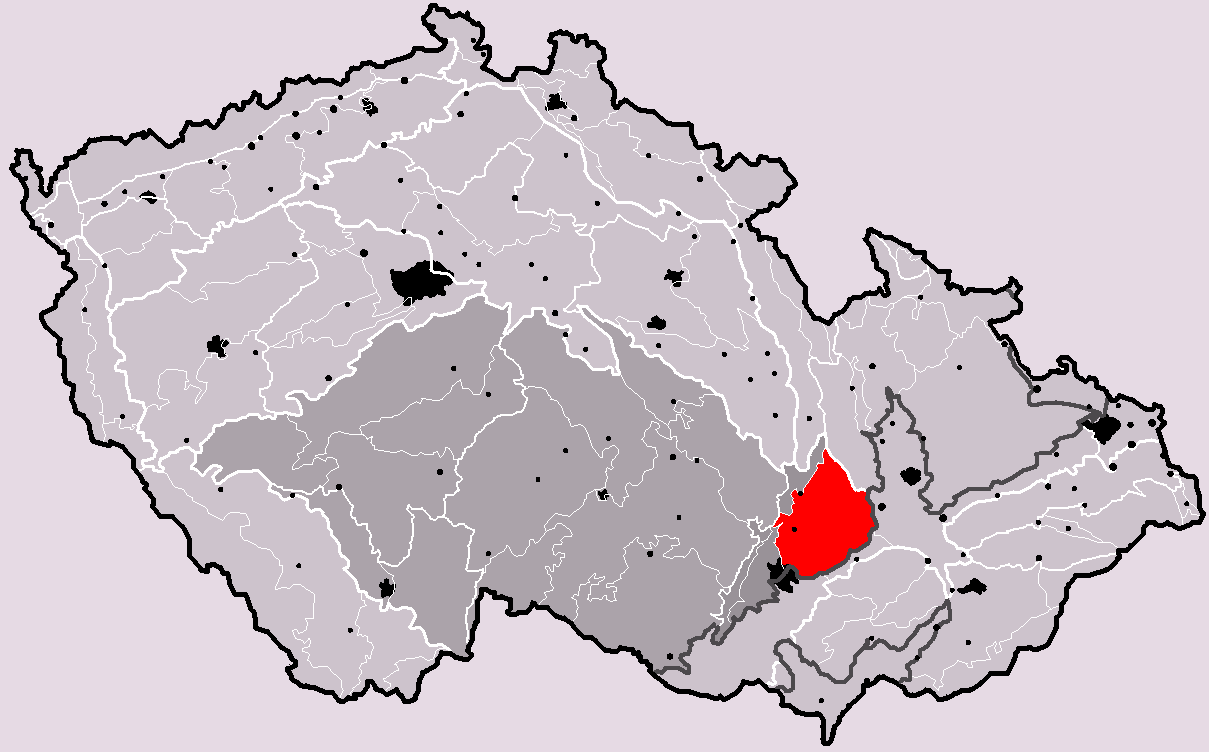
Das Drahaner Bergland innerhalb der Geomorphologischen Einteilung Tschechiens

Das Drahaner Bergland (tschechisch Drahanská vrchovina) ist der höchste Teil des Brünner Berglandes (Brněnská vrchovina) in Tschechien. Es befindet sich in Mittelmähren.

## Geographie
Das Bergland hat eine Ausdehnung von 1.183 km² und eine mittlere Höhe von 462,8 m ü. M. Die höchste Erhebung bilden mit 735 m ü. M. die in der Konická vrchovina gelegenen Skalky. Geomorphologische Untereinheiten sind die Adamovská vrchovina und die Konická vrchovina sowie der Mährische Karst, welcher wegen seiner Höhlen und Dolinen die bekannteste ist.
Gegen Westen fällt das Drahaner Bergland in die Boskowitzer Furche ab und südwestlich geht es in die Bobravská vrchovina über. Südlich erstreckt sich die Thaya-Schwarza-Talsenke und das Wischauer Tor (Vyškovská brána). Im Osten schließt sich die als Hanna bezeichnete Obermährische Senke (Hornomoravský úval) an. Nördlich erfolgt ein fließender Übergang zum Hohenstädter Bergland (Zábřežská vrchovina). Im Drahaner Bergland entspringen die Flüsse Haná und Hloučela.
Ein Großteil der Wälder des Berglandes gehört zum Truppenübungsplatz Březina (Vojenský újezd Březina), entstanden aus dem ehemaligen Truppenübungsplatz Wischau (Vyškov) der Wehrmacht aus dem Jahr 1940.

## Geschichte
Bis zum 12. Jahrhundert war das Drahaner Bergland nur dünn besiedelt. Die hauptsächliche Kolonisation der Gebirgslandschaft erfolgte durch das Bistum Olmütz und die Herrschaft Hohlenstein. Die Gründer der neuen Dörfer waren zumeist deutsche Siedler. Bereits im 14. Jahrhundert setzte durch Kriegszüge ein Niedergang des Gebietes ein; in dieser Zeit sowie während der Hussitenkriege erloschen zahlreiche Dörfer. Die Bewohner des Landstriches lebten vornehmlich von der Holzfällerei, Köhlerei und Pechfabrikation. Später kam noch die Heimweberei hinzu. Nach der deutschen Besetzung erfolgte 1941 der Beschluss zum Ausbau des Truppenübungsplatzes Wischau zu einem Übungsplatz der Wehrmacht. Dabei wurden bis 1945 33 Dörfer aufgelöst und größtenteils ruiniert. Nach Kriegsende erfolgte die Wiederbesiedlung der Dörfer; im Jahre 1951 musste ein Großteil dieser Gemeinden ihre Wälder an das Militär abtreten.